# جاده ئی۵۰۲ اروپا
جاده ئی۵۰۲ اروپا (به انگلیسی: European route E502) یکی از جاده‌های درجه ۲ قاره اروپا است.
این جاده که در کشور فرانسه قرار دارد از شهر لو مان شروع شده و در شهر تور به پایان می‌رسد.